# Batrachostomus septimus
El podargo filipino o podargo malayo (Batrachostomus septimus) es una especie de ave caprimulgiforme de la familia Podargidae endémica de Filipinas. Es un ave nocturna que se alimenta de insectos. 

## Comportamiento
Se alimenta principalmente de saltamontes, cigarras, grillos y escarabajos.
Construye su nido en ramas situadas en alturas entre los dos y cinco metros del suelo. Utilizan como materiales de construcción del nido su propio plumón, musgo y líquenes que pegan con tela de araña. Las hembras ponen un huevo por época de cría. El macho incuba el huevo durante el día y la hembra por la noche.